# Carlos Torre
Pour les articles homonymes, voir Torre.
Pour les autres joueurs d'échecs nommés Torre, voir Eugenio Torre et Vittorio Torre.
Cet article utilise la notation algébrique pour décrire des coups du jeu d'échecs.
Carlos Torre Repetto, né le 23 novembre 1904 ou 1905 à Mérida (Yucatán, Mexique) et mort le 19 mars 1978 dans la même ville, est un grand maître mexicain du jeu d'échecs.

## Carrière aux échecs
Torre a remporté le championnat de la Louisiane à La Nouvelle-Orléans en 1923. Il termine premier à Détroit en 1924, suivi par Samuel Factor, Hahlbohm, Norman Whitaker, Samuel Reshevsky, etc. et à Rochester en 1924. La même année, il se classe troisième à New York (derrière Abraham Kupchik). En 1925, il se classe 10e au tournoi de Baden-Baden (remporté par Alexandre Alekhine) et 3e-4e avec Frank Marshall, derrière Aaron Nimzowitsch et Akiba Rubinstein, à Marienbad. Toujours en 1925, il est 5e-6e avec Xavier Tartakover à Moscou (remporté par Efim Bogoljubov) et 2e-3e à Leningrad. L'année suivante il partage la 2e place avec Geza Maroczy, derrière Marshall à Chicago. En 1926, il remporte le tournoi de Mexico devant Jose Joaqin Araiza.

## Contributions à la théorie des ouvertures
Il a laissé son nom à une ouverture, l'attaque Torre, elle débute par les coups 1.d4 Cf6 2.Cf3 e6 3.Fg5.
Torre a aussi popularisé la défense mexicaine au cours d'un match contre Friedrich Sämisch en 1925 à Baden-Baden. Cette défense est caractérisée par les coups 1.d4 Cf6 2.c4 Cc6. Torre n'a plus utilisé cette variante ensuite, mais elle n'a pas été réfutée.
Torre a reçu rétrospectivement le titre de grand maître international honoraire de la Fédération internationale des échecs en 1977 pour ses résultats des années 1920.
Le Mémorial Carlos Torre est organisé en son honneur.

### «Le moulinet»
|   | a | b | c | d | e | f | g | h |   |
| 8 | Tour noire sur case blanche a8 · Tour noire sur case blanche e8 · Cavalier noir sur case noire f8 · Roi noir sur case blanche g8 · Pion noir sur case noire a7 · Fou noir sur case blanche b7 · Pion noir sur case blanche f7 · Pion noir sur case noire g7 · Pion noir sur case noire d6 · Pion noir sur case blanche e6 · Pion noir sur case noire h6 · Dame noire sur case blanche b5 · Fou blanc sur case noire g5 · Dame blanche sur case blanche h5 · Pion blanc sur case noire b4 · Pion blanc sur case noire d4 · Cavalier blanc sur case noire e3 · Tour blanche sur case noire g3 · Pion blanc sur case blanche a2 · Pion blanc sur case noire f2 · Pion blanc sur case blanche g2 · Pion blanc sur case noire h2 · Tour blanche sur case noire e1 · Roi blanc sur case noire g1 | Tour noire sur case blanche a8 · Tour noire sur case blanche e8 · Cavalier noir sur case noire f8 · Roi noir sur case blanche g8 · Pion noir sur case noire a7 · Fou noir sur case blanche b7 · Pion noir sur case blanche f7 · Pion noir sur case noire g7 · Pion noir sur case noire d6 · Pion noir sur case blanche e6 · Pion noir sur case noire h6 · Dame noire sur case blanche b5 · Fou blanc sur case noire g5 · Dame blanche sur case blanche h5 · Pion blanc sur case noire b4 · Pion blanc sur case noire d4 · Cavalier blanc sur case noire e3 · Tour blanche sur case noire g3 · Pion blanc sur case blanche a2 · Pion blanc sur case noire f2 · Pion blanc sur case blanche g2 · Pion blanc sur case noire h2 · Tour blanche sur case noire e1 · Roi blanc sur case noire g1 | Tour noire sur case blanche a8 · Tour noire sur case blanche e8 · Cavalier noir sur case noire f8 · Roi noir sur case blanche g8 · Pion noir sur case noire a7 · Fou noir sur case blanche b7 · Pion noir sur case blanche f7 · Pion noir sur case noire g7 · Pion noir sur case noire d6 · Pion noir sur case blanche e6 · Pion noir sur case noire h6 · Dame noire sur case blanche b5 · Fou blanc sur case noire g5 · Dame blanche sur case blanche h5 · Pion blanc sur case noire b4 · Pion blanc sur case noire d4 · Cavalier blanc sur case noire e3 · Tour blanche sur case noire g3 · Pion blanc sur case blanche a2 · Pion blanc sur case noire f2 · Pion blanc sur case blanche g2 · Pion blanc sur case noire h2 · Tour blanche sur case noire e1 · Roi blanc sur case noire g1 | Tour noire sur case blanche a8 · Tour noire sur case blanche e8 · Cavalier noir sur case noire f8 · Roi noir sur case blanche g8 · Pion noir sur case noire a7 · Fou noir sur case blanche b7 · Pion noir sur case blanche f7 · Pion noir sur case noire g7 · Pion noir sur case noire d6 · Pion noir sur case blanche e6 · Pion noir sur case noire h6 · Dame noire sur case blanche b5 · Fou blanc sur case noire g5 · Dame blanche sur case blanche h5 · Pion blanc sur case noire b4 · Pion blanc sur case noire d4 · Cavalier blanc sur case noire e3 · Tour blanche sur case noire g3 · Pion blanc sur case blanche a2 · Pion blanc sur case noire f2 · Pion blanc sur case blanche g2 · Pion blanc sur case noire h2 · Tour blanche sur case noire e1 · Roi blanc sur case noire g1 | Tour noire sur case blanche a8 · Tour noire sur case blanche e8 · Cavalier noir sur case noire f8 · Roi noir sur case blanche g8 · Pion noir sur case noire a7 · Fou noir sur case blanche b7 · Pion noir sur case blanche f7 · Pion noir sur case noire g7 · Pion noir sur case noire d6 · Pion noir sur case blanche e6 · Pion noir sur case noire h6 · Dame noire sur case blanche b5 · Fou blanc sur case noire g5 · Dame blanche sur case blanche h5 · Pion blanc sur case noire b4 · Pion blanc sur case noire d4 · Cavalier blanc sur case noire e3 · Tour blanche sur case noire g3 · Pion blanc sur case blanche a2 · Pion blanc sur case noire f2 · Pion blanc sur case blanche g2 · Pion blanc sur case noire h2 · Tour blanche sur case noire e1 · Roi blanc sur case noire g1 | Tour noire sur case blanche a8 · Tour noire sur case blanche e8 · Cavalier noir sur case noire f8 · Roi noir sur case blanche g8 · Pion noir sur case noire a7 · Fou noir sur case blanche b7 · Pion noir sur case blanche f7 · Pion noir sur case noire g7 · Pion noir sur case noire d6 · Pion noir sur case blanche e6 · Pion noir sur case noire h6 · Dame noire sur case blanche b5 · Fou blanc sur case noire g5 · Dame blanche sur case blanche h5 · Pion blanc sur case noire b4 · Pion blanc sur case noire d4 · Cavalier blanc sur case noire e3 · Tour blanche sur case noire g3 · Pion blanc sur case blanche a2 · Pion blanc sur case noire f2 · Pion blanc sur case blanche g2 · Pion blanc sur case noire h2 · Tour blanche sur case noire e1 · Roi blanc sur case noire g1 | Tour noire sur case blanche a8 · Tour noire sur case blanche e8 · Cavalier noir sur case noire f8 · Roi noir sur case blanche g8 · Pion noir sur case noire a7 · Fou noir sur case blanche b7 · Pion noir sur case blanche f7 · Pion noir sur case noire g7 · Pion noir sur case noire d6 · Pion noir sur case blanche e6 · Pion noir sur case noire h6 · Dame noire sur case blanche b5 · Fou blanc sur case noire g5 · Dame blanche sur case blanche h5 · Pion blanc sur case noire b4 · Pion blanc sur case noire d4 · Cavalier blanc sur case noire e3 · Tour blanche sur case noire g3 · Pion blanc sur case blanche a2 · Pion blanc sur case noire f2 · Pion blanc sur case blanche g2 · Pion blanc sur case noire h2 · Tour blanche sur case noire e1 · Roi blanc sur case noire g1 | Tour noire sur case blanche a8 · Tour noire sur case blanche e8 · Cavalier noir sur case noire f8 · Roi noir sur case blanche g8 · Pion noir sur case noire a7 · Fou noir sur case blanche b7 · Pion noir sur case blanche f7 · Pion noir sur case noire g7 · Pion noir sur case noire d6 · Pion noir sur case blanche e6 · Pion noir sur case noire h6 · Dame noire sur case blanche b5 · Fou blanc sur case noire g5 · Dame blanche sur case blanche h5 · Pion blanc sur case noire b4 · Pion blanc sur case noire d4 · Cavalier blanc sur case noire e3 · Tour blanche sur case noire g3 · Pion blanc sur case blanche a2 · Pion blanc sur case noire f2 · Pion blanc sur case blanche g2 · Pion blanc sur case noire h2 · Tour blanche sur case noire e1 · Roi blanc sur case noire g1 | 8 |
| 7 | Tour noire sur case blanche a8 · Tour noire sur case blanche e8 · Cavalier noir sur case noire f8 · Roi noir sur case blanche g8 · Pion noir sur case noire a7 · Fou noir sur case blanche b7 · Pion noir sur case blanche f7 · Pion noir sur case noire g7 · Pion noir sur case noire d6 · Pion noir sur case blanche e6 · Pion noir sur case noire h6 · Dame noire sur case blanche b5 · Fou blanc sur case noire g5 · Dame blanche sur case blanche h5 · Pion blanc sur case noire b4 · Pion blanc sur case noire d4 · Cavalier blanc sur case noire e3 · Tour blanche sur case noire g3 · Pion blanc sur case blanche a2 · Pion blanc sur case noire f2 · Pion blanc sur case blanche g2 · Pion blanc sur case noire h2 · Tour blanche sur case noire e1 · Roi blanc sur case noire g1 | Tour noire sur case blanche a8 · Tour noire sur case blanche e8 · Cavalier noir sur case noire f8 · Roi noir sur case blanche g8 · Pion noir sur case noire a7 · Fou noir sur case blanche b7 · Pion noir sur case blanche f7 · Pion noir sur case noire g7 · Pion noir sur case noire d6 · Pion noir sur case blanche e6 · Pion noir sur case noire h6 · Dame noire sur case blanche b5 · Fou blanc sur case noire g5 · Dame blanche sur case blanche h5 · Pion blanc sur case noire b4 · Pion blanc sur case noire d4 · Cavalier blanc sur case noire e3 · Tour blanche sur case noire g3 · Pion blanc sur case blanche a2 · Pion blanc sur case noire f2 · Pion blanc sur case blanche g2 · Pion blanc sur case noire h2 · Tour blanche sur case noire e1 · Roi blanc sur case noire g1 | Tour noire sur case blanche a8 · Tour noire sur case blanche e8 · Cavalier noir sur case noire f8 · Roi noir sur case blanche g8 · Pion noir sur case noire a7 · Fou noir sur case blanche b7 · Pion noir sur case blanche f7 · Pion noir sur case noire g7 · Pion noir sur case noire d6 · Pion noir sur case blanche e6 · Pion noir sur case noire h6 · Dame noire sur case blanche b5 · Fou blanc sur case noire g5 · Dame blanche sur case blanche h5 · Pion blanc sur case noire b4 · Pion blanc sur case noire d4 · Cavalier blanc sur case noire e3 · Tour blanche sur case noire g3 · Pion blanc sur case blanche a2 · Pion blanc sur case noire f2 · Pion blanc sur case blanche g2 · Pion blanc sur case noire h2 · Tour blanche sur case noire e1 · Roi blanc sur case noire g1 | Tour noire sur case blanche a8 · Tour noire sur case blanche e8 · Cavalier noir sur case noire f8 · Roi noir sur case blanche g8 · Pion noir sur case noire a7 · Fou noir sur case blanche b7 · Pion noir sur case blanche f7 · Pion noir sur case noire g7 · Pion noir sur case noire d6 · Pion noir sur case blanche e6 · Pion noir sur case noire h6 · Dame noire sur case blanche b5 · Fou blanc sur case noire g5 · Dame blanche sur case blanche h5 · Pion blanc sur case noire b4 · Pion blanc sur case noire d4 · Cavalier blanc sur case noire e3 · Tour blanche sur case noire g3 · Pion blanc sur case blanche a2 · Pion blanc sur case noire f2 · Pion blanc sur case blanche g2 · Pion blanc sur case noire h2 · Tour blanche sur case noire e1 · Roi blanc sur case noire g1 | Tour noire sur case blanche a8 · Tour noire sur case blanche e8 · Cavalier noir sur case noire f8 · Roi noir sur case blanche g8 · Pion noir sur case noire a7 · Fou noir sur case blanche b7 · Pion noir sur case blanche f7 · Pion noir sur case noire g7 · Pion noir sur case noire d6 · Pion noir sur case blanche e6 · Pion noir sur case noire h6 · Dame noire sur case blanche b5 · Fou blanc sur case noire g5 · Dame blanche sur case blanche h5 · Pion blanc sur case noire b4 · Pion blanc sur case noire d4 · Cavalier blanc sur case noire e3 · Tour blanche sur case noire g3 · Pion blanc sur case blanche a2 · Pion blanc sur case noire f2 · Pion blanc sur case blanche g2 · Pion blanc sur case noire h2 · Tour blanche sur case noire e1 · Roi blanc sur case noire g1 | Tour noire sur case blanche a8 · Tour noire sur case blanche e8 · Cavalier noir sur case noire f8 · Roi noir sur case blanche g8 · Pion noir sur case noire a7 · Fou noir sur case blanche b7 · Pion noir sur case blanche f7 · Pion noir sur case noire g7 · Pion noir sur case noire d6 · Pion noir sur case blanche e6 · Pion noir sur case noire h6 · Dame noire sur case blanche b5 · Fou blanc sur case noire g5 · Dame blanche sur case blanche h5 · Pion blanc sur case noire b4 · Pion blanc sur case noire d4 · Cavalier blanc sur case noire e3 · Tour blanche sur case noire g3 · Pion blanc sur case blanche a2 · Pion blanc sur case noire f2 · Pion blanc sur case blanche g2 · Pion blanc sur case noire h2 · Tour blanche sur case noire e1 · Roi blanc sur case noire g1 | Tour noire sur case blanche a8 · Tour noire sur case blanche e8 · Cavalier noir sur case noire f8 · Roi noir sur case blanche g8 · Pion noir sur case noire a7 · Fou noir sur case blanche b7 · Pion noir sur case blanche f7 · Pion noir sur case noire g7 · Pion noir sur case noire d6 · Pion noir sur case blanche e6 · Pion noir sur case noire h6 · Dame noire sur case blanche b5 · Fou blanc sur case noire g5 · Dame blanche sur case blanche h5 · Pion blanc sur case noire b4 · Pion blanc sur case noire d4 · Cavalier blanc sur case noire e3 · Tour blanche sur case noire g3 · Pion blanc sur case blanche a2 · Pion blanc sur case noire f2 · Pion blanc sur case blanche g2 · Pion blanc sur case noire h2 · Tour blanche sur case noire e1 · Roi blanc sur case noire g1 | Tour noire sur case blanche a8 · Tour noire sur case blanche e8 · Cavalier noir sur case noire f8 · Roi noir sur case blanche g8 · Pion noir sur case noire a7 · Fou noir sur case blanche b7 · Pion noir sur case blanche f7 · Pion noir sur case noire g7 · Pion noir sur case noire d6 · Pion noir sur case blanche e6 · Pion noir sur case noire h6 · Dame noire sur case blanche b5 · Fou blanc sur case noire g5 · Dame blanche sur case blanche h5 · Pion blanc sur case noire b4 · Pion blanc sur case noire d4 · Cavalier blanc sur case noire e3 · Tour blanche sur case noire g3 · Pion blanc sur case blanche a2 · Pion blanc sur case noire f2 · Pion blanc sur case blanche g2 · Pion blanc sur case noire h2 · Tour blanche sur case noire e1 · Roi blanc sur case noire g1 | 7 |
| 6 | Tour noire sur case blanche a8 · Tour noire sur case blanche e8 · Cavalier noir sur case noire f8 · Roi noir sur case blanche g8 · Pion noir sur case noire a7 · Fou noir sur case blanche b7 · Pion noir sur case blanche f7 · Pion noir sur case noire g7 · Pion noir sur case noire d6 · Pion noir sur case blanche e6 · Pion noir sur case noire h6 · Dame noire sur case blanche b5 · Fou blanc sur case noire g5 · Dame blanche sur case blanche h5 · Pion blanc sur case noire b4 · Pion blanc sur case noire d4 · Cavalier blanc sur case noire e3 · Tour blanche sur case noire g3 · Pion blanc sur case blanche a2 · Pion blanc sur case noire f2 · Pion blanc sur case blanche g2 · Pion blanc sur case noire h2 · Tour blanche sur case noire e1 · Roi blanc sur case noire g1 | Tour noire sur case blanche a8 · Tour noire sur case blanche e8 · Cavalier noir sur case noire f8 · Roi noir sur case blanche g8 · Pion noir sur case noire a7 · Fou noir sur case blanche b7 · Pion noir sur case blanche f7 · Pion noir sur case noire g7 · Pion noir sur case noire d6 · Pion noir sur case blanche e6 · Pion noir sur case noire h6 · Dame noire sur case blanche b5 · Fou blanc sur case noire g5 · Dame blanche sur case blanche h5 · Pion blanc sur case noire b4 · Pion blanc sur case noire d4 · Cavalier blanc sur case noire e3 · Tour blanche sur case noire g3 · Pion blanc sur case blanche a2 · Pion blanc sur case noire f2 · Pion blanc sur case blanche g2 · Pion blanc sur case noire h2 · Tour blanche sur case noire e1 · Roi blanc sur case noire g1 | Tour noire sur case blanche a8 · Tour noire sur case blanche e8 · Cavalier noir sur case noire f8 · Roi noir sur case blanche g8 · Pion noir sur case noire a7 · Fou noir sur case blanche b7 · Pion noir sur case blanche f7 · Pion noir sur case noire g7 · Pion noir sur case noire d6 · Pion noir sur case blanche e6 · Pion noir sur case noire h6 · Dame noire sur case blanche b5 · Fou blanc sur case noire g5 · Dame blanche sur case blanche h5 · Pion blanc sur case noire b4 · Pion blanc sur case noire d4 · Cavalier blanc sur case noire e3 · Tour blanche sur case noire g3 · Pion blanc sur case blanche a2 · Pion blanc sur case noire f2 · Pion blanc sur case blanche g2 · Pion blanc sur case noire h2 · Tour blanche sur case noire e1 · Roi blanc sur case noire g1 | Tour noire sur case blanche a8 · Tour noire sur case blanche e8 · Cavalier noir sur case noire f8 · Roi noir sur case blanche g8 · Pion noir sur case noire a7 · Fou noir sur case blanche b7 · Pion noir sur case blanche f7 · Pion noir sur case noire g7 · Pion noir sur case noire d6 · Pion noir sur case blanche e6 · Pion noir sur case noire h6 · Dame noire sur case blanche b5 · Fou blanc sur case noire g5 · Dame blanche sur case blanche h5 · Pion blanc sur case noire b4 · Pion blanc sur case noire d4 · Cavalier blanc sur case noire e3 · Tour blanche sur case noire g3 · Pion blanc sur case blanche a2 · Pion blanc sur case noire f2 · Pion blanc sur case blanche g2 · Pion blanc sur case noire h2 · Tour blanche sur case noire e1 · Roi blanc sur case noire g1 | Tour noire sur case blanche a8 · Tour noire sur case blanche e8 · Cavalier noir sur case noire f8 · Roi noir sur case blanche g8 · Pion noir sur case noire a7 · Fou noir sur case blanche b7 · Pion noir sur case blanche f7 · Pion noir sur case noire g7 · Pion noir sur case noire d6 · Pion noir sur case blanche e6 · Pion noir sur case noire h6 · Dame noire sur case blanche b5 · Fou blanc sur case noire g5 · Dame blanche sur case blanche h5 · Pion blanc sur case noire b4 · Pion blanc sur case noire d4 · Cavalier blanc sur case noire e3 · Tour blanche sur case noire g3 · Pion blanc sur case blanche a2 · Pion blanc sur case noire f2 · Pion blanc sur case blanche g2 · Pion blanc sur case noire h2 · Tour blanche sur case noire e1 · Roi blanc sur case noire g1 | Tour noire sur case blanche a8 · Tour noire sur case blanche e8 · Cavalier noir sur case noire f8 · Roi noir sur case blanche g8 · Pion noir sur case noire a7 · Fou noir sur case blanche b7 · Pion noir sur case blanche f7 · Pion noir sur case noire g7 · Pion noir sur case noire d6 · Pion noir sur case blanche e6 · Pion noir sur case noire h6 · Dame noire sur case blanche b5 · Fou blanc sur case noire g5 · Dame blanche sur case blanche h5 · Pion blanc sur case noire b4 · Pion blanc sur case noire d4 · Cavalier blanc sur case noire e3 · Tour blanche sur case noire g3 · Pion blanc sur case blanche a2 · Pion blanc sur case noire f2 · Pion blanc sur case blanche g2 · Pion blanc sur case noire h2 · Tour blanche sur case noire e1 · Roi blanc sur case noire g1 | Tour noire sur case blanche a8 · Tour noire sur case blanche e8 · Cavalier noir sur case noire f8 · Roi noir sur case blanche g8 · Pion noir sur case noire a7 · Fou noir sur case blanche b7 · Pion noir sur case blanche f7 · Pion noir sur case noire g7 · Pion noir sur case noire d6 · Pion noir sur case blanche e6 · Pion noir sur case noire h6 · Dame noire sur case blanche b5 · Fou blanc sur case noire g5 · Dame blanche sur case blanche h5 · Pion blanc sur case noire b4 · Pion blanc sur case noire d4 · Cavalier blanc sur case noire e3 · Tour blanche sur case noire g3 · Pion blanc sur case blanche a2 · Pion blanc sur case noire f2 · Pion blanc sur case blanche g2 · Pion blanc sur case noire h2 · Tour blanche sur case noire e1 · Roi blanc sur case noire g1 | Tour noire sur case blanche a8 · Tour noire sur case blanche e8 · Cavalier noir sur case noire f8 · Roi noir sur case blanche g8 · Pion noir sur case noire a7 · Fou noir sur case blanche b7 · Pion noir sur case blanche f7 · Pion noir sur case noire g7 · Pion noir sur case noire d6 · Pion noir sur case blanche e6 · Pion noir sur case noire h6 · Dame noire sur case blanche b5 · Fou blanc sur case noire g5 · Dame blanche sur case blanche h5 · Pion blanc sur case noire b4 · Pion blanc sur case noire d4 · Cavalier blanc sur case noire e3 · Tour blanche sur case noire g3 · Pion blanc sur case blanche a2 · Pion blanc sur case noire f2 · Pion blanc sur case blanche g2 · Pion blanc sur case noire h2 · Tour blanche sur case noire e1 · Roi blanc sur case noire g1 | 6 |
| 5 | Tour noire sur case blanche a8 · Tour noire sur case blanche e8 · Cavalier noir sur case noire f8 · Roi noir sur case blanche g8 · Pion noir sur case noire a7 · Fou noir sur case blanche b7 · Pion noir sur case blanche f7 · Pion noir sur case noire g7 · Pion noir sur case noire d6 · Pion noir sur case blanche e6 · Pion noir sur case noire h6 · Dame noire sur case blanche b5 · Fou blanc sur case noire g5 · Dame blanche sur case blanche h5 · Pion blanc sur case noire b4 · Pion blanc sur case noire d4 · Cavalier blanc sur case noire e3 · Tour blanche sur case noire g3 · Pion blanc sur case blanche a2 · Pion blanc sur case noire f2 · Pion blanc sur case blanche g2 · Pion blanc sur case noire h2 · Tour blanche sur case noire e1 · Roi blanc sur case noire g1 | Tour noire sur case blanche a8 · Tour noire sur case blanche e8 · Cavalier noir sur case noire f8 · Roi noir sur case blanche g8 · Pion noir sur case noire a7 · Fou noir sur case blanche b7 · Pion noir sur case blanche f7 · Pion noir sur case noire g7 · Pion noir sur case noire d6 · Pion noir sur case blanche e6 · Pion noir sur case noire h6 · Dame noire sur case blanche b5 · Fou blanc sur case noire g5 · Dame blanche sur case blanche h5 · Pion blanc sur case noire b4 · Pion blanc sur case noire d4 · Cavalier blanc sur case noire e3 · Tour blanche sur case noire g3 · Pion blanc sur case blanche a2 · Pion blanc sur case noire f2 · Pion blanc sur case blanche g2 · Pion blanc sur case noire h2 · Tour blanche sur case noire e1 · Roi blanc sur case noire g1 | Tour noire sur case blanche a8 · Tour noire sur case blanche e8 · Cavalier noir sur case noire f8 · Roi noir sur case blanche g8 · Pion noir sur case noire a7 · Fou noir sur case blanche b7 · Pion noir sur case blanche f7 · Pion noir sur case noire g7 · Pion noir sur case noire d6 · Pion noir sur case blanche e6 · Pion noir sur case noire h6 · Dame noire sur case blanche b5 · Fou blanc sur case noire g5 · Dame blanche sur case blanche h5 · Pion blanc sur case noire b4 · Pion blanc sur case noire d4 · Cavalier blanc sur case noire e3 · Tour blanche sur case noire g3 · Pion blanc sur case blanche a2 · Pion blanc sur case noire f2 · Pion blanc sur case blanche g2 · Pion blanc sur case noire h2 · Tour blanche sur case noire e1 · Roi blanc sur case noire g1 | Tour noire sur case blanche a8 · Tour noire sur case blanche e8 · Cavalier noir sur case noire f8 · Roi noir sur case blanche g8 · Pion noir sur case noire a7 · Fou noir sur case blanche b7 · Pion noir sur case blanche f7 · Pion noir sur case noire g7 · Pion noir sur case noire d6 · Pion noir sur case blanche e6 · Pion noir sur case noire h6 · Dame noire sur case blanche b5 · Fou blanc sur case noire g5 · Dame blanche sur case blanche h5 · Pion blanc sur case noire b4 · Pion blanc sur case noire d4 · Cavalier blanc sur case noire e3 · Tour blanche sur case noire g3 · Pion blanc sur case blanche a2 · Pion blanc sur case noire f2 · Pion blanc sur case blanche g2 · Pion blanc sur case noire h2 · Tour blanche sur case noire e1 · Roi blanc sur case noire g1 | Tour noire sur case blanche a8 · Tour noire sur case blanche e8 · Cavalier noir sur case noire f8 · Roi noir sur case blanche g8 · Pion noir sur case noire a7 · Fou noir sur case blanche b7 · Pion noir sur case blanche f7 · Pion noir sur case noire g7 · Pion noir sur case noire d6 · Pion noir sur case blanche e6 · Pion noir sur case noire h6 · Dame noire sur case blanche b5 · Fou blanc sur case noire g5 · Dame blanche sur case blanche h5 · Pion blanc sur case noire b4 · Pion blanc sur case noire d4 · Cavalier blanc sur case noire e3 · Tour blanche sur case noire g3 · Pion blanc sur case blanche a2 · Pion blanc sur case noire f2 · Pion blanc sur case blanche g2 · Pion blanc sur case noire h2 · Tour blanche sur case noire e1 · Roi blanc sur case noire g1 | Tour noire sur case blanche a8 · Tour noire sur case blanche e8 · Cavalier noir sur case noire f8 · Roi noir sur case blanche g8 · Pion noir sur case noire a7 · Fou noir sur case blanche b7 · Pion noir sur case blanche f7 · Pion noir sur case noire g7 · Pion noir sur case noire d6 · Pion noir sur case blanche e6 · Pion noir sur case noire h6 · Dame noire sur case blanche b5 · Fou blanc sur case noire g5 · Dame blanche sur case blanche h5 · Pion blanc sur case noire b4 · Pion blanc sur case noire d4 · Cavalier blanc sur case noire e3 · Tour blanche sur case noire g3 · Pion blanc sur case blanche a2 · Pion blanc sur case noire f2 · Pion blanc sur case blanche g2 · Pion blanc sur case noire h2 · Tour blanche sur case noire e1 · Roi blanc sur case noire g1 | Tour noire sur case blanche a8 · Tour noire sur case blanche e8 · Cavalier noir sur case noire f8 · Roi noir sur case blanche g8 · Pion noir sur case noire a7 · Fou noir sur case blanche b7 · Pion noir sur case blanche f7 · Pion noir sur case noire g7 · Pion noir sur case noire d6 · Pion noir sur case blanche e6 · Pion noir sur case noire h6 · Dame noire sur case blanche b5 · Fou blanc sur case noire g5 · Dame blanche sur case blanche h5 · Pion blanc sur case noire b4 · Pion blanc sur case noire d4 · Cavalier blanc sur case noire e3 · Tour blanche sur case noire g3 · Pion blanc sur case blanche a2 · Pion blanc sur case noire f2 · Pion blanc sur case blanche g2 · Pion blanc sur case noire h2 · Tour blanche sur case noire e1 · Roi blanc sur case noire g1 | Tour noire sur case blanche a8 · Tour noire sur case blanche e8 · Cavalier noir sur case noire f8 · Roi noir sur case blanche g8 · Pion noir sur case noire a7 · Fou noir sur case blanche b7 · Pion noir sur case blanche f7 · Pion noir sur case noire g7 · Pion noir sur case noire d6 · Pion noir sur case blanche e6 · Pion noir sur case noire h6 · Dame noire sur case blanche b5 · Fou blanc sur case noire g5 · Dame blanche sur case blanche h5 · Pion blanc sur case noire b4 · Pion blanc sur case noire d4 · Cavalier blanc sur case noire e3 · Tour blanche sur case noire g3 · Pion blanc sur case blanche a2 · Pion blanc sur case noire f2 · Pion blanc sur case blanche g2 · Pion blanc sur case noire h2 · Tour blanche sur case noire e1 · Roi blanc sur case noire g1 | 5 |
| 4 | Tour noire sur case blanche a8 · Tour noire sur case blanche e8 · Cavalier noir sur case noire f8 · Roi noir sur case blanche g8 · Pion noir sur case noire a7 · Fou noir sur case blanche b7 · Pion noir sur case blanche f7 · Pion noir sur case noire g7 · Pion noir sur case noire d6 · Pion noir sur case blanche e6 · Pion noir sur case noire h6 · Dame noire sur case blanche b5 · Fou blanc sur case noire g5 · Dame blanche sur case blanche h5 · Pion blanc sur case noire b4 · Pion blanc sur case noire d4 · Cavalier blanc sur case noire e3 · Tour blanche sur case noire g3 · Pion blanc sur case blanche a2 · Pion blanc sur case noire f2 · Pion blanc sur case blanche g2 · Pion blanc sur case noire h2 · Tour blanche sur case noire e1 · Roi blanc sur case noire g1 | Tour noire sur case blanche a8 · Tour noire sur case blanche e8 · Cavalier noir sur case noire f8 · Roi noir sur case blanche g8 · Pion noir sur case noire a7 · Fou noir sur case blanche b7 · Pion noir sur case blanche f7 · Pion noir sur case noire g7 · Pion noir sur case noire d6 · Pion noir sur case blanche e6 · Pion noir sur case noire h6 · Dame noire sur case blanche b5 · Fou blanc sur case noire g5 · Dame blanche sur case blanche h5 · Pion blanc sur case noire b4 · Pion blanc sur case noire d4 · Cavalier blanc sur case noire e3 · Tour blanche sur case noire g3 · Pion blanc sur case blanche a2 · Pion blanc sur case noire f2 · Pion blanc sur case blanche g2 · Pion blanc sur case noire h2 · Tour blanche sur case noire e1 · Roi blanc sur case noire g1 | Tour noire sur case blanche a8 · Tour noire sur case blanche e8 · Cavalier noir sur case noire f8 · Roi noir sur case blanche g8 · Pion noir sur case noire a7 · Fou noir sur case blanche b7 · Pion noir sur case blanche f7 · Pion noir sur case noire g7 · Pion noir sur case noire d6 · Pion noir sur case blanche e6 · Pion noir sur case noire h6 · Dame noire sur case blanche b5 · Fou blanc sur case noire g5 · Dame blanche sur case blanche h5 · Pion blanc sur case noire b4 · Pion blanc sur case noire d4 · Cavalier blanc sur case noire e3 · Tour blanche sur case noire g3 · Pion blanc sur case blanche a2 · Pion blanc sur case noire f2 · Pion blanc sur case blanche g2 · Pion blanc sur case noire h2 · Tour blanche sur case noire e1 · Roi blanc sur case noire g1 | Tour noire sur case blanche a8 · Tour noire sur case blanche e8 · Cavalier noir sur case noire f8 · Roi noir sur case blanche g8 · Pion noir sur case noire a7 · Fou noir sur case blanche b7 · Pion noir sur case blanche f7 · Pion noir sur case noire g7 · Pion noir sur case noire d6 · Pion noir sur case blanche e6 · Pion noir sur case noire h6 · Dame noire sur case blanche b5 · Fou blanc sur case noire g5 · Dame blanche sur case blanche h5 · Pion blanc sur case noire b4 · Pion blanc sur case noire d4 · Cavalier blanc sur case noire e3 · Tour blanche sur case noire g3 · Pion blanc sur case blanche a2 · Pion blanc sur case noire f2 · Pion blanc sur case blanche g2 · Pion blanc sur case noire h2 · Tour blanche sur case noire e1 · Roi blanc sur case noire g1 | Tour noire sur case blanche a8 · Tour noire sur case blanche e8 · Cavalier noir sur case noire f8 · Roi noir sur case blanche g8 · Pion noir sur case noire a7 · Fou noir sur case blanche b7 · Pion noir sur case blanche f7 · Pion noir sur case noire g7 · Pion noir sur case noire d6 · Pion noir sur case blanche e6 · Pion noir sur case noire h6 · Dame noire sur case blanche b5 · Fou blanc sur case noire g5 · Dame blanche sur case blanche h5 · Pion blanc sur case noire b4 · Pion blanc sur case noire d4 · Cavalier blanc sur case noire e3 · Tour blanche sur case noire g3 · Pion blanc sur case blanche a2 · Pion blanc sur case noire f2 · Pion blanc sur case blanche g2 · Pion blanc sur case noire h2 · Tour blanche sur case noire e1 · Roi blanc sur case noire g1 | Tour noire sur case blanche a8 · Tour noire sur case blanche e8 · Cavalier noir sur case noire f8 · Roi noir sur case blanche g8 · Pion noir sur case noire a7 · Fou noir sur case blanche b7 · Pion noir sur case blanche f7 · Pion noir sur case noire g7 · Pion noir sur case noire d6 · Pion noir sur case blanche e6 · Pion noir sur case noire h6 · Dame noire sur case blanche b5 · Fou blanc sur case noire g5 · Dame blanche sur case blanche h5 · Pion blanc sur case noire b4 · Pion blanc sur case noire d4 · Cavalier blanc sur case noire e3 · Tour blanche sur case noire g3 · Pion blanc sur case blanche a2 · Pion blanc sur case noire f2 · Pion blanc sur case blanche g2 · Pion blanc sur case noire h2 · Tour blanche sur case noire e1 · Roi blanc sur case noire g1 | Tour noire sur case blanche a8 · Tour noire sur case blanche e8 · Cavalier noir sur case noire f8 · Roi noir sur case blanche g8 · Pion noir sur case noire a7 · Fou noir sur case blanche b7 · Pion noir sur case blanche f7 · Pion noir sur case noire g7 · Pion noir sur case noire d6 · Pion noir sur case blanche e6 · Pion noir sur case noire h6 · Dame noire sur case blanche b5 · Fou blanc sur case noire g5 · Dame blanche sur case blanche h5 · Pion blanc sur case noire b4 · Pion blanc sur case noire d4 · Cavalier blanc sur case noire e3 · Tour blanche sur case noire g3 · Pion blanc sur case blanche a2 · Pion blanc sur case noire f2 · Pion blanc sur case blanche g2 · Pion blanc sur case noire h2 · Tour blanche sur case noire e1 · Roi blanc sur case noire g1 | Tour noire sur case blanche a8 · Tour noire sur case blanche e8 · Cavalier noir sur case noire f8 · Roi noir sur case blanche g8 · Pion noir sur case noire a7 · Fou noir sur case blanche b7 · Pion noir sur case blanche f7 · Pion noir sur case noire g7 · Pion noir sur case noire d6 · Pion noir sur case blanche e6 · Pion noir sur case noire h6 · Dame noire sur case blanche b5 · Fou blanc sur case noire g5 · Dame blanche sur case blanche h5 · Pion blanc sur case noire b4 · Pion blanc sur case noire d4 · Cavalier blanc sur case noire e3 · Tour blanche sur case noire g3 · Pion blanc sur case blanche a2 · Pion blanc sur case noire f2 · Pion blanc sur case blanche g2 · Pion blanc sur case noire h2 · Tour blanche sur case noire e1 · Roi blanc sur case noire g1 | 4 |
| 3 | Tour noire sur case blanche a8 · Tour noire sur case blanche e8 · Cavalier noir sur case noire f8 · Roi noir sur case blanche g8 · Pion noir sur case noire a7 · Fou noir sur case blanche b7 · Pion noir sur case blanche f7 · Pion noir sur case noire g7 · Pion noir sur case noire d6 · Pion noir sur case blanche e6 · Pion noir sur case noire h6 · Dame noire sur case blanche b5 · Fou blanc sur case noire g5 · Dame blanche sur case blanche h5 · Pion blanc sur case noire b4 · Pion blanc sur case noire d4 · Cavalier blanc sur case noire e3 · Tour blanche sur case noire g3 · Pion blanc sur case blanche a2 · Pion blanc sur case noire f2 · Pion blanc sur case blanche g2 · Pion blanc sur case noire h2 · Tour blanche sur case noire e1 · Roi blanc sur case noire g1 | Tour noire sur case blanche a8 · Tour noire sur case blanche e8 · Cavalier noir sur case noire f8 · Roi noir sur case blanche g8 · Pion noir sur case noire a7 · Fou noir sur case blanche b7 · Pion noir sur case blanche f7 · Pion noir sur case noire g7 · Pion noir sur case noire d6 · Pion noir sur case blanche e6 · Pion noir sur case noire h6 · Dame noire sur case blanche b5 · Fou blanc sur case noire g5 · Dame blanche sur case blanche h5 · Pion blanc sur case noire b4 · Pion blanc sur case noire d4 · Cavalier blanc sur case noire e3 · Tour blanche sur case noire g3 · Pion blanc sur case blanche a2 · Pion blanc sur case noire f2 · Pion blanc sur case blanche g2 · Pion blanc sur case noire h2 · Tour blanche sur case noire e1 · Roi blanc sur case noire g1 | Tour noire sur case blanche a8 · Tour noire sur case blanche e8 · Cavalier noir sur case noire f8 · Roi noir sur case blanche g8 · Pion noir sur case noire a7 · Fou noir sur case blanche b7 · Pion noir sur case blanche f7 · Pion noir sur case noire g7 · Pion noir sur case noire d6 · Pion noir sur case blanche e6 · Pion noir sur case noire h6 · Dame noire sur case blanche b5 · Fou blanc sur case noire g5 · Dame blanche sur case blanche h5 · Pion blanc sur case noire b4 · Pion blanc sur case noire d4 · Cavalier blanc sur case noire e3 · Tour blanche sur case noire g3 · Pion blanc sur case blanche a2 · Pion blanc sur case noire f2 · Pion blanc sur case blanche g2 · Pion blanc sur case noire h2 · Tour blanche sur case noire e1 · Roi blanc sur case noire g1 | Tour noire sur case blanche a8 · Tour noire sur case blanche e8 · Cavalier noir sur case noire f8 · Roi noir sur case blanche g8 · Pion noir sur case noire a7 · Fou noir sur case blanche b7 · Pion noir sur case blanche f7 · Pion noir sur case noire g7 · Pion noir sur case noire d6 · Pion noir sur case blanche e6 · Pion noir sur case noire h6 · Dame noire sur case blanche b5 · Fou blanc sur case noire g5 · Dame blanche sur case blanche h5 · Pion blanc sur case noire b4 · Pion blanc sur case noire d4 · Cavalier blanc sur case noire e3 · Tour blanche sur case noire g3 · Pion blanc sur case blanche a2 · Pion blanc sur case noire f2 · Pion blanc sur case blanche g2 · Pion blanc sur case noire h2 · Tour blanche sur case noire e1 · Roi blanc sur case noire g1 | Tour noire sur case blanche a8 · Tour noire sur case blanche e8 · Cavalier noir sur case noire f8 · Roi noir sur case blanche g8 · Pion noir sur case noire a7 · Fou noir sur case blanche b7 · Pion noir sur case blanche f7 · Pion noir sur case noire g7 · Pion noir sur case noire d6 · Pion noir sur case blanche e6 · Pion noir sur case noire h6 · Dame noire sur case blanche b5 · Fou blanc sur case noire g5 · Dame blanche sur case blanche h5 · Pion blanc sur case noire b4 · Pion blanc sur case noire d4 · Cavalier blanc sur case noire e3 · Tour blanche sur case noire g3 · Pion blanc sur case blanche a2 · Pion blanc sur case noire f2 · Pion blanc sur case blanche g2 · Pion blanc sur case noire h2 · Tour blanche sur case noire e1 · Roi blanc sur case noire g1 | Tour noire sur case blanche a8 · Tour noire sur case blanche e8 · Cavalier noir sur case noire f8 · Roi noir sur case blanche g8 · Pion noir sur case noire a7 · Fou noir sur case blanche b7 · Pion noir sur case blanche f7 · Pion noir sur case noire g7 · Pion noir sur case noire d6 · Pion noir sur case blanche e6 · Pion noir sur case noire h6 · Dame noire sur case blanche b5 · Fou blanc sur case noire g5 · Dame blanche sur case blanche h5 · Pion blanc sur case noire b4 · Pion blanc sur case noire d4 · Cavalier blanc sur case noire e3 · Tour blanche sur case noire g3 · Pion blanc sur case blanche a2 · Pion blanc sur case noire f2 · Pion blanc sur case blanche g2 · Pion blanc sur case noire h2 · Tour blanche sur case noire e1 · Roi blanc sur case noire g1 | Tour noire sur case blanche a8 · Tour noire sur case blanche e8 · Cavalier noir sur case noire f8 · Roi noir sur case blanche g8 · Pion noir sur case noire a7 · Fou noir sur case blanche b7 · Pion noir sur case blanche f7 · Pion noir sur case noire g7 · Pion noir sur case noire d6 · Pion noir sur case blanche e6 · Pion noir sur case noire h6 · Dame noire sur case blanche b5 · Fou blanc sur case noire g5 · Dame blanche sur case blanche h5 · Pion blanc sur case noire b4 · Pion blanc sur case noire d4 · Cavalier blanc sur case noire e3 · Tour blanche sur case noire g3 · Pion blanc sur case blanche a2 · Pion blanc sur case noire f2 · Pion blanc sur case blanche g2 · Pion blanc sur case noire h2 · Tour blanche sur case noire e1 · Roi blanc sur case noire g1 | Tour noire sur case blanche a8 · Tour noire sur case blanche e8 · Cavalier noir sur case noire f8 · Roi noir sur case blanche g8 · Pion noir sur case noire a7 · Fou noir sur case blanche b7 · Pion noir sur case blanche f7 · Pion noir sur case noire g7 · Pion noir sur case noire d6 · Pion noir sur case blanche e6 · Pion noir sur case noire h6 · Dame noire sur case blanche b5 · Fou blanc sur case noire g5 · Dame blanche sur case blanche h5 · Pion blanc sur case noire b4 · Pion blanc sur case noire d4 · Cavalier blanc sur case noire e3 · Tour blanche sur case noire g3 · Pion blanc sur case blanche a2 · Pion blanc sur case noire f2 · Pion blanc sur case blanche g2 · Pion blanc sur case noire h2 · Tour blanche sur case noire e1 · Roi blanc sur case noire g1 | 3 |
| 2 | Tour noire sur case blanche a8 · Tour noire sur case blanche e8 · Cavalier noir sur case noire f8 · Roi noir sur case blanche g8 · Pion noir sur case noire a7 · Fou noir sur case blanche b7 · Pion noir sur case blanche f7 · Pion noir sur case noire g7 · Pion noir sur case noire d6 · Pion noir sur case blanche e6 · Pion noir sur case noire h6 · Dame noire sur case blanche b5 · Fou blanc sur case noire g5 · Dame blanche sur case blanche h5 · Pion blanc sur case noire b4 · Pion blanc sur case noire d4 · Cavalier blanc sur case noire e3 · Tour blanche sur case noire g3 · Pion blanc sur case blanche a2 · Pion blanc sur case noire f2 · Pion blanc sur case blanche g2 · Pion blanc sur case noire h2 · Tour blanche sur case noire e1 · Roi blanc sur case noire g1 | Tour noire sur case blanche a8 · Tour noire sur case blanche e8 · Cavalier noir sur case noire f8 · Roi noir sur case blanche g8 · Pion noir sur case noire a7 · Fou noir sur case blanche b7 · Pion noir sur case blanche f7 · Pion noir sur case noire g7 · Pion noir sur case noire d6 · Pion noir sur case blanche e6 · Pion noir sur case noire h6 · Dame noire sur case blanche b5 · Fou blanc sur case noire g5 · Dame blanche sur case blanche h5 · Pion blanc sur case noire b4 · Pion blanc sur case noire d4 · Cavalier blanc sur case noire e3 · Tour blanche sur case noire g3 · Pion blanc sur case blanche a2 · Pion blanc sur case noire f2 · Pion blanc sur case blanche g2 · Pion blanc sur case noire h2 · Tour blanche sur case noire e1 · Roi blanc sur case noire g1 | Tour noire sur case blanche a8 · Tour noire sur case blanche e8 · Cavalier noir sur case noire f8 · Roi noir sur case blanche g8 · Pion noir sur case noire a7 · Fou noir sur case blanche b7 · Pion noir sur case blanche f7 · Pion noir sur case noire g7 · Pion noir sur case noire d6 · Pion noir sur case blanche e6 · Pion noir sur case noire h6 · Dame noire sur case blanche b5 · Fou blanc sur case noire g5 · Dame blanche sur case blanche h5 · Pion blanc sur case noire b4 · Pion blanc sur case noire d4 · Cavalier blanc sur case noire e3 · Tour blanche sur case noire g3 · Pion blanc sur case blanche a2 · Pion blanc sur case noire f2 · Pion blanc sur case blanche g2 · Pion blanc sur case noire h2 · Tour blanche sur case noire e1 · Roi blanc sur case noire g1 | Tour noire sur case blanche a8 · Tour noire sur case blanche e8 · Cavalier noir sur case noire f8 · Roi noir sur case blanche g8 · Pion noir sur case noire a7 · Fou noir sur case blanche b7 · Pion noir sur case blanche f7 · Pion noir sur case noire g7 · Pion noir sur case noire d6 · Pion noir sur case blanche e6 · Pion noir sur case noire h6 · Dame noire sur case blanche b5 · Fou blanc sur case noire g5 · Dame blanche sur case blanche h5 · Pion blanc sur case noire b4 · Pion blanc sur case noire d4 · Cavalier blanc sur case noire e3 · Tour blanche sur case noire g3 · Pion blanc sur case blanche a2 · Pion blanc sur case noire f2 · Pion blanc sur case blanche g2 · Pion blanc sur case noire h2 · Tour blanche sur case noire e1 · Roi blanc sur case noire g1 | Tour noire sur case blanche a8 · Tour noire sur case blanche e8 · Cavalier noir sur case noire f8 · Roi noir sur case blanche g8 · Pion noir sur case noire a7 · Fou noir sur case blanche b7 · Pion noir sur case blanche f7 · Pion noir sur case noire g7 · Pion noir sur case noire d6 · Pion noir sur case blanche e6 · Pion noir sur case noire h6 · Dame noire sur case blanche b5 · Fou blanc sur case noire g5 · Dame blanche sur case blanche h5 · Pion blanc sur case noire b4 · Pion blanc sur case noire d4 · Cavalier blanc sur case noire e3 · Tour blanche sur case noire g3 · Pion blanc sur case blanche a2 · Pion blanc sur case noire f2 · Pion blanc sur case blanche g2 · Pion blanc sur case noire h2 · Tour blanche sur case noire e1 · Roi blanc sur case noire g1 | Tour noire sur case blanche a8 · Tour noire sur case blanche e8 · Cavalier noir sur case noire f8 · Roi noir sur case blanche g8 · Pion noir sur case noire a7 · Fou noir sur case blanche b7 · Pion noir sur case blanche f7 · Pion noir sur case noire g7 · Pion noir sur case noire d6 · Pion noir sur case blanche e6 · Pion noir sur case noire h6 · Dame noire sur case blanche b5 · Fou blanc sur case noire g5 · Dame blanche sur case blanche h5 · Pion blanc sur case noire b4 · Pion blanc sur case noire d4 · Cavalier blanc sur case noire e3 · Tour blanche sur case noire g3 · Pion blanc sur case blanche a2 · Pion blanc sur case noire f2 · Pion blanc sur case blanche g2 · Pion blanc sur case noire h2 · Tour blanche sur case noire e1 · Roi blanc sur case noire g1 | Tour noire sur case blanche a8 · Tour noire sur case blanche e8 · Cavalier noir sur case noire f8 · Roi noir sur case blanche g8 · Pion noir sur case noire a7 · Fou noir sur case blanche b7 · Pion noir sur case blanche f7 · Pion noir sur case noire g7 · Pion noir sur case noire d6 · Pion noir sur case blanche e6 · Pion noir sur case noire h6 · Dame noire sur case blanche b5 · Fou blanc sur case noire g5 · Dame blanche sur case blanche h5 · Pion blanc sur case noire b4 · Pion blanc sur case noire d4 · Cavalier blanc sur case noire e3 · Tour blanche sur case noire g3 · Pion blanc sur case blanche a2 · Pion blanc sur case noire f2 · Pion blanc sur case blanche g2 · Pion blanc sur case noire h2 · Tour blanche sur case noire e1 · Roi blanc sur case noire g1 | Tour noire sur case blanche a8 · Tour noire sur case blanche e8 · Cavalier noir sur case noire f8 · Roi noir sur case blanche g8 · Pion noir sur case noire a7 · Fou noir sur case blanche b7 · Pion noir sur case blanche f7 · Pion noir sur case noire g7 · Pion noir sur case noire d6 · Pion noir sur case blanche e6 · Pion noir sur case noire h6 · Dame noire sur case blanche b5 · Fou blanc sur case noire g5 · Dame blanche sur case blanche h5 · Pion blanc sur case noire b4 · Pion blanc sur case noire d4 · Cavalier blanc sur case noire e3 · Tour blanche sur case noire g3 · Pion blanc sur case blanche a2 · Pion blanc sur case noire f2 · Pion blanc sur case blanche g2 · Pion blanc sur case noire h2 · Tour blanche sur case noire e1 · Roi blanc sur case noire g1 | 2 |
| 1 | Tour noire sur case blanche a8 · Tour noire sur case blanche e8 · Cavalier noir sur case noire f8 · Roi noir sur case blanche g8 · Pion noir sur case noire a7 · Fou noir sur case blanche b7 · Pion noir sur case blanche f7 · Pion noir sur case noire g7 · Pion noir sur case noire d6 · Pion noir sur case blanche e6 · Pion noir sur case noire h6 · Dame noire sur case blanche b5 · Fou blanc sur case noire g5 · Dame blanche sur case blanche h5 · Pion blanc sur case noire b4 · Pion blanc sur case noire d4 · Cavalier blanc sur case noire e3 · Tour blanche sur case noire g3 · Pion blanc sur case blanche a2 · Pion blanc sur case noire f2 · Pion blanc sur case blanche g2 · Pion blanc sur case noire h2 · Tour blanche sur case noire e1 · Roi blanc sur case noire g1 | Tour noire sur case blanche a8 · Tour noire sur case blanche e8 · Cavalier noir sur case noire f8 · Roi noir sur case blanche g8 · Pion noir sur case noire a7 · Fou noir sur case blanche b7 · Pion noir sur case blanche f7 · Pion noir sur case noire g7 · Pion noir sur case noire d6 · Pion noir sur case blanche e6 · Pion noir sur case noire h6 · Dame noire sur case blanche b5 · Fou blanc sur case noire g5 · Dame blanche sur case blanche h5 · Pion blanc sur case noire b4 · Pion blanc sur case noire d4 · Cavalier blanc sur case noire e3 · Tour blanche sur case noire g3 · Pion blanc sur case blanche a2 · Pion blanc sur case noire f2 · Pion blanc sur case blanche g2 · Pion blanc sur case noire h2 · Tour blanche sur case noire e1 · Roi blanc sur case noire g1 | Tour noire sur case blanche a8 · Tour noire sur case blanche e8 · Cavalier noir sur case noire f8 · Roi noir sur case blanche g8 · Pion noir sur case noire a7 · Fou noir sur case blanche b7 · Pion noir sur case blanche f7 · Pion noir sur case noire g7 · Pion noir sur case noire d6 · Pion noir sur case blanche e6 · Pion noir sur case noire h6 · Dame noire sur case blanche b5 · Fou blanc sur case noire g5 · Dame blanche sur case blanche h5 · Pion blanc sur case noire b4 · Pion blanc sur case noire d4 · Cavalier blanc sur case noire e3 · Tour blanche sur case noire g3 · Pion blanc sur case blanche a2 · Pion blanc sur case noire f2 · Pion blanc sur case blanche g2 · Pion blanc sur case noire h2 · Tour blanche sur case noire e1 · Roi blanc sur case noire g1 | Tour noire sur case blanche a8 · Tour noire sur case blanche e8 · Cavalier noir sur case noire f8 · Roi noir sur case blanche g8 · Pion noir sur case noire a7 · Fou noir sur case blanche b7 · Pion noir sur case blanche f7 · Pion noir sur case noire g7 · Pion noir sur case noire d6 · Pion noir sur case blanche e6 · Pion noir sur case noire h6 · Dame noire sur case blanche b5 · Fou blanc sur case noire g5 · Dame blanche sur case blanche h5 · Pion blanc sur case noire b4 · Pion blanc sur case noire d4 · Cavalier blanc sur case noire e3 · Tour blanche sur case noire g3 · Pion blanc sur case blanche a2 · Pion blanc sur case noire f2 · Pion blanc sur case blanche g2 · Pion blanc sur case noire h2 · Tour blanche sur case noire e1 · Roi blanc sur case noire g1 | Tour noire sur case blanche a8 · Tour noire sur case blanche e8 · Cavalier noir sur case noire f8 · Roi noir sur case blanche g8 · Pion noir sur case noire a7 · Fou noir sur case blanche b7 · Pion noir sur case blanche f7 · Pion noir sur case noire g7 · Pion noir sur case noire d6 · Pion noir sur case blanche e6 · Pion noir sur case noire h6 · Dame noire sur case blanche b5 · Fou blanc sur case noire g5 · Dame blanche sur case blanche h5 · Pion blanc sur case noire b4 · Pion blanc sur case noire d4 · Cavalier blanc sur case noire e3 · Tour blanche sur case noire g3 · Pion blanc sur case blanche a2 · Pion blanc sur case noire f2 · Pion blanc sur case blanche g2 · Pion blanc sur case noire h2 · Tour blanche sur case noire e1 · Roi blanc sur case noire g1 | Tour noire sur case blanche a8 · Tour noire sur case blanche e8 · Cavalier noir sur case noire f8 · Roi noir sur case blanche g8 · Pion noir sur case noire a7 · Fou noir sur case blanche b7 · Pion noir sur case blanche f7 · Pion noir sur case noire g7 · Pion noir sur case noire d6 · Pion noir sur case blanche e6 · Pion noir sur case noire h6 · Dame noire sur case blanche b5 · Fou blanc sur case noire g5 · Dame blanche sur case blanche h5 · Pion blanc sur case noire b4 · Pion blanc sur case noire d4 · Cavalier blanc sur case noire e3 · Tour blanche sur case noire g3 · Pion blanc sur case blanche a2 · Pion blanc sur case noire f2 · Pion blanc sur case blanche g2 · Pion blanc sur case noire h2 · Tour blanche sur case noire e1 · Roi blanc sur case noire g1 | Tour noire sur case blanche a8 · Tour noire sur case blanche e8 · Cavalier noir sur case noire f8 · Roi noir sur case blanche g8 · Pion noir sur case noire a7 · Fou noir sur case blanche b7 · Pion noir sur case blanche f7 · Pion noir sur case noire g7 · Pion noir sur case noire d6 · Pion noir sur case blanche e6 · Pion noir sur case noire h6 · Dame noire sur case blanche b5 · Fou blanc sur case noire g5 · Dame blanche sur case blanche h5 · Pion blanc sur case noire b4 · Pion blanc sur case noire d4 · Cavalier blanc sur case noire e3 · Tour blanche sur case noire g3 · Pion blanc sur case blanche a2 · Pion blanc sur case noire f2 · Pion blanc sur case blanche g2 · Pion blanc sur case noire h2 · Tour blanche sur case noire e1 · Roi blanc sur case noire g1 | Tour noire sur case blanche a8 · Tour noire sur case blanche e8 · Cavalier noir sur case noire f8 · Roi noir sur case blanche g8 · Pion noir sur case noire a7 · Fou noir sur case blanche b7 · Pion noir sur case blanche f7 · Pion noir sur case noire g7 · Pion noir sur case noire d6 · Pion noir sur case blanche e6 · Pion noir sur case noire h6 · Dame noire sur case blanche b5 · Fou blanc sur case noire g5 · Dame blanche sur case blanche h5 · Pion blanc sur case noire b4 · Pion blanc sur case noire d4 · Cavalier blanc sur case noire e3 · Tour blanche sur case noire g3 · Pion blanc sur case blanche a2 · Pion blanc sur case noire f2 · Pion blanc sur case blanche g2 · Pion blanc sur case noire h2 · Tour blanche sur case noire e1 · Roi blanc sur case noire g1 | 1 |
|   | a | b | c | d | e | f | g | h |   |

Au tournoi international de Moscou 1925, Carlos Torre bat l'ancien champion du monde Emanuel Lasker avec un étonnant sacrifice de dame. La combinaison est passée à la postérité sous le nom de moulinet,.
1. d4 Cf6 2. Cf3 e6 3. Fg5 c5 4. e3 cxd4 5. exd4 Fe7 6. Cbd2 d6 7. c3 Cbd7 8. Fd3 b6 9. Cc4 Fb7 10. De2 Dc7 11. 0-0 0-0 12. Tfe1 Tfe8 13. Tad1 Cf8 14. Fc1 Cd5 15. Cg5 b5 16. Ca3 b4 17. cxb4 Cxb4 18. Dh5 Fxg5 19. Fxg5 Cxd3 20. Txd3 Da5 21. b4 Df5 22. Tg3 h6 23. Cc4 Dd5 24. Ce3 Db5 (diagramme)
Carlos Torre gagne alors avec un sacrifice de dame. Sa tour et son fou font office de meule qui écrase les Noirs avec une série d'échecs et d'échecs à la découverte.
25. Ff6!! Dxh5 26. Txg7+ Rh8 27. Txf7+ Rg8 28. Tg7+ Rh8 29. Txb7+ Rg8 30. Tg7+ Rh8 31. Tg5+ Rh7 32. Txh5 Rg6 33. Th3 Rxf6 34. Txh6+ Rg5 35. Th3 Teb8 36. Tg3+ Rf6 37. Tf3+ Rg6 38. a3 a5 39. bxa5 Txa5 40. Cc4 Td5 41. Tf4 Cd7 42. Txe6+ Rg5 43. g3 les Noirs abandonnent.